# Stjepan Horvat (enigmatičar)
Stjepan Horvat (Stare Plavnice, 20. kolovoza 1947.), istaknuti hrvatski zagonetač, zagonetački urednik, novinar i publicist, začetnik bjelovarskog »Čvora« i autor Leksikona zagonetača Jugoslavije. Dobitnik je Međunarodne zagonetačke nagrade »Zlatno pero«. Jedan je od osnivača Zagonetačkoga saveza Jugoslavije, zagonetačkog Saveza Hrvatske te pokretač Susreta zagonetača Jugoslavije.
U zagonetaštvo se javlja 1963. u »Plavom vjesniku«, nakon čega je bio glavnim i/ili odgovornim urednikom niza Čvorovih izdanja. Surađivao je i u »Glasu Slavonije«, »Studiju«, »Bjelovarskom listu«, »Karlovačkom tjedniku« i nizu tiskovina. Bio je predsjednikom Čvora (1968. – 1974.) i članom njegovih upravnih tijela. Pokrenuo je časopis »Zagonetač« za teoriju zagonetke. Objavio je niz članaka, rasprava i raznih priloga iz zagonetačke teorije i prakse
Godine 1993. pokrenuo je Međunarodni salon karikature »Čvorak«. Nagradu »Mavro Špicer« za prilog teoriji zagonetaštva dobio je 1977.
Objavljena djela
- Priručnik za odgonetače (1970. i 1976.)
- Enigmatski rječnik 2 (1973.)
- Enigmatski rječnik 3 (1977.)
- Leksikon zagonetača Jugoslavije (1979.)
- Adresar zagonetača Jugoslavije (s Radošem Pušonjićem, 1984.)
- Pozdrav iz Bjelovara (s Božidarom Gerićem, 1994.)
- Imenik naseljenih mjesta Hrvatske (1997.).